# La leyenda del santo bebedor
La leyenda del santo bebedor (título original en alemán, Die Legende vom heiligen Trinker) es la última obra de Joseph Roth (1894-1939). Se trata de una novela breve (unas treinta páginas) publicada en 1939, a título póstumo, por Allert de Lange Verlag,  uno de los principales editores del los escritores del exilio alemán, en Ámsterdam.
La historia pone en escena un vagabundo alcohólico, Andreas, que se esfuerza en devolver una suma de dinero pero no lo consigue debido a su adicción a la bebida. Joseph Roth escribió este texto mientras vivía sus últimos meses en su exilio en París, angustiado por la pobreza y el alcoholismo.

## Trama
La acción se desarrolla en París, en 1934. El libro sigue la historia de un alcohólico, Andreas Kartak, originario del Imperio de los Habsburgo del Este, donde había trabajado en las minas de Olschowice (en la Silesia polaca). Después de matar al marido de su amante, huyó a París. Ahora vive bajo los puentes del Sena: una tarde, después de la puesta del sol, a la luz incierta de su refugio, recibe 200 francos de un hombre que se había convertido al cristianismo, después de conocer la historia de Santa Teresita de Lisieux. Andreas se compromete a devolver el dinero el domingo siguiente haciendo una ofrenda en la iglesia de Sainte-Marie des Batignolles, antes de la misa de diez. Muchas veces Andreas, ayudado por el destino, tendrá en el bolsillo una suma de dinero suficiente para saldar su deuda, recuperando su honor y dignidad; otras tantas, sin embargo, se dejará distraer por amores, vicios y viejas amistades, abrumado por la pasión por las mujeres, los amigos y el alcohol.
En las últimas semanas de su vida, en la primavera de 1934, Andreas Kartak presencia y protagoniza lo que considera una serie de milagros que podrían ayudarle a recuperarse, pero todas esas ocasiones acaban una y otra vez en la bebida. Tras el primer "milagro" encuentra un amable burgués, «excepcionalmente gordo», que lo contrata para supervisar una mudanza y, además de pagarle la tarifa pactada de 200 francos, le ofrece una copa. También encuentra a su examante, Karoline, con la que rompió antes de ir a la cárcel. Se van de viaje, se aburren, pasan la noche juntos pero al amanecer Andreas la ve «pálida, hinchada y con respiración agitada, dormía el sueño matutino de las ancianas». Se viste y se escapa, dejándola dormida.
En la billetera usada que compró para liquidar su dinero, encuentra un billete de 1.000 francos. Un viejo amigo de la escuela que se ha convertido en futbolista, rico y famoso, lo recibe en su hotel y lo viste de pies a cabeza. Aquí tiene una aventura con una bailarina de casino, Gabby, quien, sin embargo, le quita parte del dinero de que disponía. A pesar de todo, sigue confiando en que los milagros continuarán. Va a la iglesia donde tiene que llevarle los 200 francos a la pequeña Teresa y aquí se encuentra con un amigo que, además de involucrarlo en otra resaca, resulta ser un gorrón y le roba el dinero que Andrea tenía para dejar en la iglesia. A la noche siguiente, el mismo hombre misterioso que le había prestado los primeros 200 francos le da otros 200. Espera el domingo siguiente, va a la iglesia y allí, antes de poder entregar el dinero, se siente mal y muere. El relato acaba con una petición:

«Quiera Dios concedernos, a nosotros bebedores, una muerte tan ligera y bella.»

## Recepción
En una reseña de 1992 para Publishers Weekly, el crítico comentó que «el autor transforma su tragedia personal en una fábula moderna ligera y brillante». Esta misma idea refleja el título que Géza von Cziffra dio al libro que publicó con sus recuerdos del autor: El santo bebedor: recuerdos de Joseph Roth. No extraña por tanto que esta novela de Roth se haya considerado su testamento literario, pues en ella se retratan su forma de ser y de vivir, especialmente en los últimos años de su vida: envuelto en el alcoholismo, y atraído por el catolicismo.
El tema de la gracia divina y su respuesta por el hombre, es tratado aquí a la manera de un cuento, de un modo a la vez onírico e irónico donde alternan la potencia de la tentación, la voluntad de redención y la conciencia de su propia degradación.  Un relato simbólico de la lucha entre la gracia y la debilidad humana. El fin trágico del relato deja un mensaje de esperanza en la muerte de Andreas, santificado por una visión que no es que una mera ilusión. como muestran las últimas palabras del texto, como una oración del propio Roth: «Concédenos oh Dios a todos los bebedores, una muerte tan ligera y tan hermosa».

## Adaptaciones
Franz Josef Wild dirigió en1963 una adaptación de la novela para la televisión alemana.
En 1988 fue adaptada  al cine, bajo el mismo título, por Ermanno Olmi en 1988, logrando el León de oro en la Mostra de Venecia.
En 2016, la compañía de teatro Platform 4, con sede en Winchester, preparó una pieza de teatro escenificada por títeres con la historia de Andreas, que representó en diversas ciudades.
Una obra de teatro en lengua francesa ha sido producida en 2020 por Christophe Malavoy.